# Andrew Lewis (rugbista)
Andrew Leighton Paul Lewis (Swansea, 13 giugno 1973) è un ex rugbista internazionale per il Galles, pilone e successivamente tallonatore di Cardiff RFC nel campionato nazionale e del Cardiff Blues in Celtic League; in nazionale ha preso parte a un'edizione della Coppa del Mondo nel 1999.

## Biografia
Formatosi sportivamente nel Cardiff RFC, si mise in luce in campionato e in coppa Anglo-Gallese, tanto da venir considerato, dopo la Coppa del Mondo 1995, per la nazionale, con cui esordì a 22 anni contro l'Italia nel gennaio 1996.
Prese successivamente parte alla Coppa del Mondo 1999 in cui disputò tre incontri e, nel 2000, raggiunse un accordo di massima con il Bath, club di English Premiership, anche se pochi giorni dopo tale annuncio il Cardiff ribadì che Lewis avrebbe rispettato il contratto col club gallese fino a scadenza.
Nel 2002, dopo più di un anno d'assenza, tornò in nazionale per la sua ventinovesima e, a posteriori, ultima partita con il Galles in occasione di un test match contro la Romania; entrato a far parte della neoformata franchise del Cardiff Blues nel 2003, annunciò la fine della sua attività al termine della stagione 2004-05, ma dopo un controllo ortopedico in cui gli fu diagnosticata un'artrite a entrambi i fianchi, decise di ritirarsi con qualche mese d'anticipo rispetto a quanto già preventivato.
Dopo il termine della carriera sportiva ha intrapreso l'attività dirigenziale nel settore della gestione del patrimonio per soggetti come Brewin Dolphin e, più recentemente, per Brooks Macdonald.